# Statek baza nurków

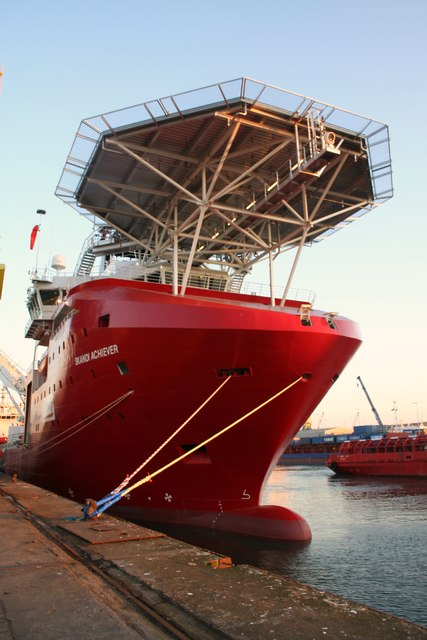
DSV Skandi Achiever widziany od dziobu

Statek baza nurków (DSV ang Diving Support Vessel - statek wsparcia nurkowania) – jest to statek umożliwiający działanie nurków w miejscach odległych od brzegu.
Statki takie pojawiły się na przełomie lat 60. i 70. XX wieku, w związku z rozwojem podmorskiego górnictwa ropy naftowej i gazu, na Morzu Północnym i w Zatoce Meksykańskiej. Wcześniej wyposażenie do nurkowania było montowane doraźnie na innych statkach i barkach, wraz ze wzrostem ilości instalacji podmorskich i prac z nimi związanych, opłacalne stało się przeznaczenie niektórych statków tylko do takich prac.
Podstawowymi cechami statku-bazy nurków są:
- Możliwość utrzymania się statku w określonym miejscu z wystarczającą dokładnością (kilka-kilkanaście metrów) (dynamiczne pozycjonowanie statku lub, dla mniejszych głębokości, zestaw kilku kotwic).
- Posiadanie urządzeń dostarczających nurkom czynnik oddechowy (w zależności od głębokości powietrze lub mieszanki helowo-tlenowe).
- Wyposażenie w sprzęt do ratowania nurków: komora dekompresyjna, odpowiednio wyposażony szpital, lądowisko dla helikoptera.

Oprócz tego statki są wyposażone w urządzenia umożliwiające i ułatwiające różne prace podwodne: dźwigi (z możliwością opuszczenia haka kilkaset metrów poniżej powierzchni), dzwon nurkowy, zdalnie sterowane pojazdy podwodne, zaplecze warsztatowe, możliwość zaokrętowania większej liczby osób (w specjalnych modułach mieszkalnych), moon-pool ("studnia", biegnąca przez dno statku, ułatwiająca zanurzanie/wynurzanie nurków i sprzętu).
Rolę statku-bazy nurków może też pełnić wielozadaniowy statek wsparcia offshore, który jest wyposażony w odpowiedni sprzęt. (Statki takie, oprócz sprzętu do nurkowania, mogą mieć dźwigi (o udźwigu kilkuset ton), wieże do wierceń, sprzęt do układania kabli lub rurociągów, sprzęt ratowniczy i do walki z pożarami na platformach itp.).